# Xã Rosenfield, Quận Sheridan, Bắc Dakota
Xã Rosenfield (tiếng Anh: Rosenfield Township) là một xã thuộc quận Sheridan, tiểu bang Bắc Dakota, Hoa Kỳ. Năm 2010, dân số của xã này là 35 người.